# Den Alternative Velfærdskommission
Den Alternative Velfærdskommission blev dannet som et modtræk til den regeringsudnævnte Velfærdskommission.
Formålet var bl.a. at undersøge: 
- om velfærdssamfundets ydelser og institutioner kan udvikles, så de bedre dækker befolkningens behov
- hvordan de ubrugte kræfter, som findes hos flygtninge og indvandrere, arbejdsløse,   kontanthjælpsmodtagere kan frigøres
- om det er muligt at overleve på starthjælp
- hvordan kontrol, tvang og umyndiggørelse kan erstattes af en strategi, der fremmer de udsattes mulighed for at generhverve samfundsmæssig myndighed og betydning
- hvordan lokalsamfundet kan styrkes, så de menneskelige ressourcer kan komme til udfoldelse.

## Medlemmer
- Per Schultz Jørgensen, dr. phil. og formand for Socialpolitisk Forening
- Asger Baunsbak-Jensen, præst og forfatter
- Lise Bisballe, konsulent
- Halima El Abassi, interkulturel/international socialrådgiver
- Frank Ebsen, centerleder, cand.merc.
- Morten Ejrnæs, lektor
- Preben Etwil, ekstern lektor
- Bente Friis, journalist, redaktionssekretær
- Jesper Jespersen, professor i økonomi
- Benny Lihme, redaktør
- Henrik Herløv Lund, sekretariatsleder, cand.scient.adm.
- Jens Jørgen Nielsen, informationsmedarbejder
- Thor Möger Pedersen, formand for DGS
- Bente Rich, læge, børne-ungdomspsykiater, MPA
- Bente Schwartz, cand.mag., forfatter, foredragsholder
- Curt Sørensen, cand phil. Udviklingskonsulent, selvstændig rådgivnings- og konsulentvirksomhed.
- Vera Eckhardt, centerleder, cand.jur.
- Per H. Jensen, sociolog, professor (mso), ph.d., Aalborg Universitet
- Majbrit Berlau, socialrådgiver
- Eva Arnvig, journalist, og cand. Psych
- Søren Juul, lektor, RUC
- Vibeke B. Lassen, projektleder
- John Andersen, professor, RUC
- Birthe Gamst, socialrådgiver, cand.scient.soc.